# Gnamptogenys grammodes
Gnamptogenys grammodes är en myrart som beskrevs av Brown 1958. Gnamptogenys grammodes ingår i släktet Gnamptogenys och familjen myror. Inga underarter finns listade i Catalogue of Life.